# KompoZer
KompoZer ist eine freie Software zur Bearbeitung von HTML-Seiten. Er ist ein HTML-Editor nach WYSIWYG-Prinzip, wodurch Webseiten durch Schreiben der Inhalte und graphisches Zusammenklicken von Formatierung und Formatierungselementen erstellt werden können, ohne den Quellcode von Hand bearbeiten zu müssen.
Er wird als freie Software dreifachlizenziert unter der Mozilla Public License (MPL), der GNU General Public License (GPL) und der GNU Lesser General Public License (LGPL) verbreitet und ist für Linux, Windows und Mac OS X verfügbar. Die Dateigröße von Version 0.8b3 beträgt betriebssystemabhängig zirka 6–15 MB; für Windows ist eine Standalone-Version verfügbar.
KompoZer ist aus dem Programm Nvu hervorgegangen. Wie bei Nvu (seit 2006) ruht inzwischen jedoch auch beim KompoZer (seit 2010) die Weiterentwicklung. Das vom Entwickler der beiden Editoren Daniel Glazman initiierte Nachfolgeprogramm ist BlueGriffon, das wie dieses sowohl ein WYSIWYG-HTML-Editor ist als auch auf Programmcode aus dem Umfeld der Mozilla-Foundation basiert.

## Funktionen
Außer dem WYSIWYG-HTML-Editor sind ein FTP-Modul für die Übertragung fertiger Seiten auf einen Webserver und ein spezieller Editor für CSS-Formatierungsregeln enthalten. KompoZer ist mit zusätzlichen Programmmodulen und Themes erweiterbar. Framesets kann er nicht bearbeiten.

## Technik
Zur Darstellung der bearbeiteten Dateien wie auch der eigenen Benutzeroberfläche wird die Rendering-Engine Gecko des Mozilla-Projektes benutzt.

## Geschichte
Ursprünglich war das Programm eine von der Netscape Communications Corporation entwickelte proprietäre Software. Netscape brachte 1996 eine Anwendungs-Suite namens Netscape Communicator um den damals bedeutenden Webbrowser Netscape Navigator heraus. Diese enthielt in der sogenannten Gold-Version eine HTML-Editor-Komponente namens Composer. Mit der Veröffentlichung der Netscape-Software als freie Software im Jahr 1998 wurde dieses Softwarebündel als Mozilla Application Suite im Mozilla-Projekt weitergeführt und die Netscape-Suite auf Basis des dort entwickelten Codes weitergepflegt. Seither steht der Quellcode mehrfachlizenziert unter GPL, MPL und LGPL für jedermann frei zur Verfügung.

### Nvu

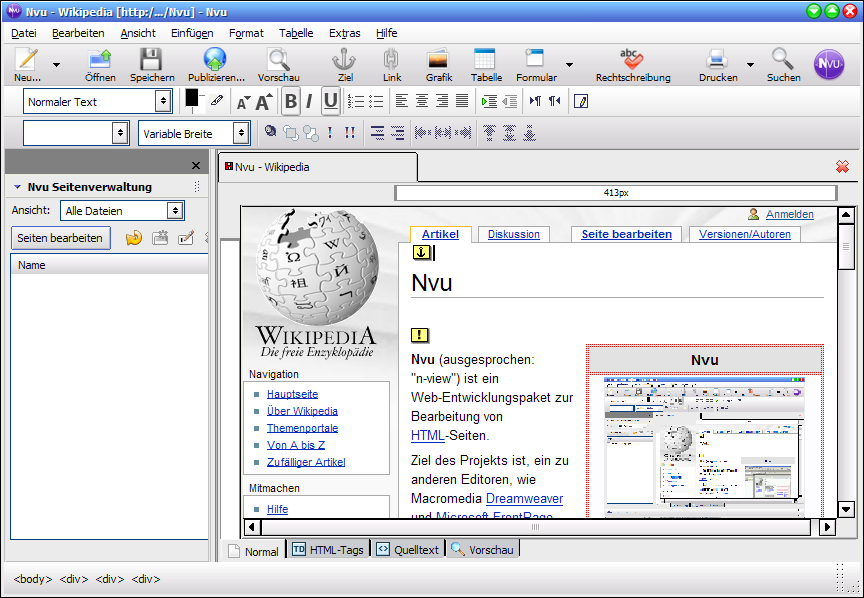
Das Hauptfenster von Nvu

Als das Entwicklungskonzept für die Mozilla-Software geändert und das Programmpaket aufgeteilt weiterentwickelt wurde, entstand aus der Editor-Komponente die eigenständige Software Nvu (ausgesprochen „n-view“ für englisch „new view“, übersetzt: „neue Sicht“). Entwickelt wurde Nvu von der französischen Firma Disruptive Innovations im Auftrag der Firma Linspire. Der abgeheuerte Netscape-Entwickler Daniel Glazman war weiterhin beim Mozilla-Projekt für die Editor-Komponente der Suite verantwortlich.
Von Nvu sollten Weiterentwicklungen wieder in das Mozilla-Projekt zurückfließen und es wurde an einer Portierung einer Standalone-Version des Composers auf Mozillas Widget-Toolkit XULRunner gearbeitet, wobei dann dort die Weiterentwicklung der Suite als Ganzes aufgegeben wurde. So kam dieser Code-Rückfluss nie zustande, wenngleich die Entwicklung der Suite unter dem Namen SeaMonkey wieder aufgenommen wurde.

### KompoZer
Nachdem von Nvu seit dem 28. Juni 2005 (Version 1.0) keine neuen Versionen herausgegeben worden waren, begann die Gemeinschaft aufgrund der schlechten Pflege von Nvu inoffizielle Fehlerbehebungsversionen unter dem Namen KompoZer herauszugeben. 2006 gab Glazman das offizielle Ende seiner Entwicklungsarbeit an Nvu bekannt und kündigte eine Nachfolge-Software an.
Da Nvu offiziell aufgegeben wurde, die Rechte an dem Namen Nvu jedoch weiterhin bei der Firma Linspire liegen, findet nun alle Weiterentwicklung mit Unterstützung der Mozilla Foundation im KompoZer-Projekt statt. Die letzte Veröffentlichung von KompoZer war eine Beta3-Version zu Ende Februar 2010 (s. u.) Als Entwicklungsversion ist sie noch nicht für den produktiven Betrieb vorgesehen, so funktioniert z. B. die Synchronisation von Vorlagen noch nicht.
Es ist aktuell nicht klar, ob und wann neuere Versionen erscheinen werden.

#### Version 0.7.10
Version 0.7.10 von KompoZer bringt gegenüber Nvu vor allem Behebungen von Programmfehlern und fügt dessen Funktionen nichts Wesentliches hinzu.
Wesentliche Eigenschaften des Programmes sind:
- Umschaltung zwischen WYSIWYG, HTML-Tag und Quellcode-Darstellung
- integrierter FTP-Dateimanager
- komfortable Bearbeitung von Tabellen, Formularen und Vorlagen (englisch „templates“)
- unterstützt HTML, XML, CSS, JavaScript sowie Template-Sprachen
- Tabs ermöglichen mehrere Dateien oder Sichten im selben Fenster
- XUL-basiertes GUI ermöglicht es, deren Formulare zu bearbeiten
- Integration mit HTML-Validator-Software

Mit Stand November 2008 wurde diese Version mehr als 1,5 Mio. Mal heruntergeladen.

#### Version 0.8 beta3
Version 0.8 beruht auf einer neuen Codebasis. Während 0.7.x noch aus einer stark veränderten Version von Gecko 1.7 entstand, basiert 0.8 auf einer nur noch leicht modifizierten Version von Gecko 1.8.1. Die meisten Nvu-spezifischen Funktionen wurden im Chrome-Bereich implementiert.
Neue Funktionen der Version 0.8:
- Unterstützung des W3C-Web-Standards und HTML 4.01
- mehrere Ansichten im aufgeteilten Programmfenster (englisch: split view)
- Syntaxhervorhebung in der geteilten Ansicht
- Editieren von Textdateien
- neue Seitenverwaltung
- neuer FTP-Dateimanager (basierend auf Code von FireFTP[4])
- verbesserte PHP-Unterstützung bei Linux
- neue UUID

## Weiterentwicklung
Der Entwickler hat die Weiterarbeit an diesem Programm eingestellt.

### BlueGriffon
Basierend auf der Funktionalität von Nvu und KompoZer wurde von Daniel Glazman BlueGriffon entwickelt, dessen Code jedoch vollständig neu geschrieben wurde. Seit Mai 2011 wurden mehrere Versionen veröffentlicht, im März 2024 wurde auch BlueGriffon eingestellt.